# تزكية (صوفية)
التَّزْكِيَةُ عند الصوفية هي تربية المريد على نقاء السريرة واستقامة الجوارح عبر التخلية والتحلية للوصول بالنفس إلى التقوى.

## التزكية في القرآن
ذكر القرآن معنى التزكية في أفعال وأسماء مشتقة ضمن العديد من الآيات، منها قول الله :
1. سورة البقرة: ﴿رَبَّنَا وَابْعَثْ فِيهِمْ رَسُولًا مِنْهُمْ يَتْلُو عَلَيْهِمْ آيَاتِكَ وَيُعَلِّمُهُمُ الْكِتَابَ وَالْحِكْمَةَ وَيُزَكِّيهِمْ إِنَّكَ أَنْتَ الْعَزِيزُ الْحَكِيمُ ۝١٢٩﴾ [البقرة:129].(1)
2. سورة آل عمران: ﴿لَقَدْ مَنَّ اللَّهُ عَلَى الْمُؤْمِنِينَ إِذْ بَعَثَ فِيهِمْ رَسُولًا مِنْ أَنْفُسِهِمْ يَتْلُو عَلَيْهِمْ آيَاتِهِ وَيُزَكِّيهِمْ وَيُعَلِّمُهُمُ الْكِتَابَ وَالْحِكْمَةَ وَإِنْ كَانُوا مِنْ قَبْلُ لَفِي ضَلَالٍ مُبِينٍ ۝١٦٤﴾ [آل عمران:164].(2)
3. سورة النجم: ﴿الَّذِينَ يَجْتَنِبُونَ كَبَائِرَ الْإِثْمِ وَالْفَوَاحِشَ إِلَّا اللَّمَمَ إِنَّ رَبَّكَ وَاسِعُ الْمَغْفِرَةِ هُوَ أَعْلَمُ بِكُمْ إِذْ أَنْشَأَكُمْ مِنَ الْأَرْضِ وَإِذْ أَنْتُمْ أَجِنَّةٌ فِي بُطُونِ أُمَّهَاتِكُمْ فَلَا تُزَكُّوا أَنْفُسَكُمْ هُوَ أَعْلَمُ بِمَنِ اتَّقَى ۝٣٢﴾ [النجم:32].(3)
4. سورة الجمعة: ﴿هُوَ الَّذِي بَعَثَ فِي الْأُمِّيِّينَ رَسُولًا مِنْهُمْ يَتْلُو عَلَيْهِمْ آيَاتِهِ وَيُزَكِّيهِمْ وَيُعَلِّمُهُمُ الْكِتَابَ وَالْحِكْمَةَ وَإِنْ كَانُوا مِنْ قَبْلُ لَفِي ضَلَالٍ مُبِينٍ ۝٢﴾ [الجمعة:2].(4)
5. سورة الشمس: ﴿قَدْ أَفْلَحَ مَنْ زَكَّاهَا ۝٩﴾ [الشمس:9].(5)

## مشروعية التزكية
التزكية وظيفة ومهمة ربانية استودعها الله  أمانة لدى النبي ﷺ ليؤديها تامة كاملة في أصحابه ، ومن بعدهم كل المسلمين في كل العصور والأمصار.
وقد بينت الآية الثانية من سورة الجمعة بأن التزكية تمثل ثُلُثَ (1\3) التكليف الدعوي الرباني الذي كُلِّفَ به الرسول ﷺ بالإضافة إلى تلاوة القرآن وتعليم العلوم الشرعية.
سورة الجمعة: ﴿هُوَ الَّذِي بَعَثَ فِي الْأُمِّيِّينَ رَسُولًا مِنْهُمْ يَتْلُو عَلَيْهِمْ آيَاتِهِ وَيُزَكِّيهِمْ وَيُعَلِّمُهُمُ الْكِتَابَ وَالْحِكْمَةَ وَإِنْ كَانُوا مِنْ قَبْلُ لَفِي ضَلَالٍ مُبِينٍ ۝٢﴾ [الجمعة:2].

## أهداف التزكية
أشار الله  إلى الهدف من تزكية نفس الإنسان في آيات سورة الشمس التي بينت أن التقوى والخوف والخشية من الله  هم المبتغى من هذه العملية التربوية المتواصلة.
سورة الشمس: ﴿وَنَفْسٍ وَمَا سَوَّاهَا ۝٧ فَأَلْهَمَهَا فُجُورَهَا وَتَقْوَاهَا ۝٨ قَدْ أَفْلَحَ مَنْ زَكَّاهَا ۝٩ وَقَدْ خَابَ مَنْ دَسَّاهَا ۝١٠﴾ [الشمس:7–10]
فهذه التزكية تهدف إلى استنقاذ النفس من خيبة الفجور قصد الوصول بها إلى بر النجاة وفلاح التقوى، بعيدا عن التدسية والتغطية والانحراف والضلال المتأتين عن اتباع الهوى والإعراض عن الوحي.
وجاءت آيتان في سورة النازعات لتبينا أن التزكية التي تعتمد على التخلية من الذنوب والتحلية بالحسنات، عبر مخالفة الهوى، تجعل المريد والسالك يخاف مولاه  بالغيب ويخشى الوقوف بين يديه يوم القيامة.
سورة النازعات: ﴿وَأَمَّا مَنْ خَافَ مَقَامَ رَبِّهِ وَنَهَى النَّفْسَ عَنِ الْهَوَى ۝٤٠ فَإِنَّ الْجَنَّةَ هِيَ الْمَأْوَى ۝٤١﴾ [النازعات:40–41]
وقد أبان الإمام البوصيري  بأن تخلية النفس من أهوائها ووساوس الشيطان الرجيم أساس طريق التزكية من بعد المراقبة والمحاسبة، وذلك في بيتين من قصيدة البردة نصهما:
| تزكية (صوفية)                |  |                            |
| وَخَالِفِ النَّفْسَ وَالشَّيْطَانَ وَاعْصِهِمَا |  | وَإِنْ هُمَا مَحَّضَاكَ النُّصْحَ فَاتِّهِمِ  |
| وَلاَ تُطِعْ مِنْهُمَا خَصْمًا وَلاَ حَكَمًا  |  | فَأَنْتَ تَعْرِفُ كَيْدَ الْخَصْمِ وَالْحَكَمِ |
| تزكية (صوفية)                |  |                            |
| — البوصيري ، قصيدة البردة    |  |                            |

فالتزكية تنقل المسلم، الذي راقب نفسه واكتشف أحوال البسط والقبض فيها ثم حاسبها على تقصيرها، إلى مقام التقوى الذي يُطاع به الله  ويُعصى به الشيطان والهوى والشهوات.

## فيديوهات
- "التزكية في القرآن الكريم - السبيل إلى تزكية النفس": أ.د. رمضان البوطي في جانفي 2020م على يوتيوب
- "العبادة و أثرها في تزكية النفس - منبر الخميس": الشيخ محمد الحسن الددو في مارس 2017م على يوتيوب
- "الشريعة والحياة - التزكية والتصوف الطرقي": الدكتور حسن الشافعي في ماي 2012م على يوتيوب
- "تزكية النفس": الشيخ يوسف القرضاوي في فيفري 2019م على يوتيوب
- "تزكية النفس": أ.د محمد راتب النابلسي في أوت 2017م على يوتيوب

## هوامش
- 1 سورة البقرة، الآية: 129.
- 2 سورة آل عمران، الآية: 164.
- 3 سورة النجم، الآية: 32.
- 4 سورة الجمعة، الآية: 2.
- 5 سورة الشمس، الآية: 9.